# Romeins theater (gebouw)
Een Romeins theater (Latijn: Theatrum) is een gebouw uit de oudheid, bedoeld voor publiek vermaak zoals theatervoorstellingen.

## Geschiedenis

### De eerste theaters in Rome
Het Romeinse theater is geëvolueerd uit het Griekse theater. De Romeinen veroverden in de laatste 2 eeuwen v.Chr. de Griekse landen en namen vervolgens veel van hun cultuur over. Zo ook het theater, waarvoor de Grieken al sinds de 5e eeuw v.Chr. stenen gebouwen oprichten.
De eerste openbare voorstellingen die echter in Rome werden gehouden waren waarschijnlijk van Etruskische dansers. Hiervoor werd een klein tijdelijk podium opgebouwd en het publiek stond daar direct voor. Vanaf de 4e eeuw raakten de Atellaanse komedies uit Campania ingeburgerd en in de 3e eeuw volgde de opkomende populariteit van de Griekse cultuur en werden ook Griekse drama's opgevoerd. Omdat iedere voorstelling gehouden werd bij een religieuze eredienst, werd aanvankelijk slechts een podium opgericht voor de trap van een tempel en kon het publiek op de treden plaatsnemen. De enorme groei die Rome in de laatste 2 eeuwen v.Chr. doormaakte zorgde ervoor dat er steeds meer voorstellingen werden gehouden. Men ging ertoe over om voor iedere voorstelling een compleet theater op te bouwen dat prachtig werd versierd, maar na afloop weer werd afgebroken. Dit had meerdere redenen. De voorstellingen (ludi scaenici) werden altijd gehouden ter ere van een bepaalde god, in het kader van een religieus festival of vanwege de begrafenis van een belangrijke persoon. De theaters werden dan ook direct in de nabijheid van de tempel van de bewuste godheid gehouden, of in het geval van een begrafenisrite op een forum. De sterke band tussen de reden en de locatie voor het organiseren van een theatervoorstelling ontnam de noodzaak van een permanente locatie. Een tweede belangrijke reden was dat de Romeinse senatoren een permanent theater als slecht voor de Romeinse zeden en een ongewenst element van de Griekse invloed beschouwden. Hierbij moet wel worden vermeld dat in de voormalige Griekse koloniën en in Campania in het zuiden van het Italische schiereiland wel al stenen theaters gebruikt werden.

### Het theater van Messalla en Longinus
In 154 v.Chr. leek er een verandering te komen, toen de censors van dat jaar, Marcus Valerius Messalla en Gaius Cassius Longinus, begonnen met de bouw van een eerste stenen theater in Rome. Enkele senatoren onder leiding van Publius Cornelius Scipio Nasica kwamen hiertegen in opstand en er werd een wet aangenomen die de bouw van het stenen theater verbood. Daarnaast moesten de toeschouwers de voorstellingen voortaan staand bijwonen, omdat daarmee de "Griekse verwijfdheid" werd tegengegaan. Deze laatste regel hield niet lang stand. De tijdelijke theaters werden steeds uitbundiger. Rond 100 v.Chr. liet de aedile Lucius Licinius Crassus hymettische marmeren zuilen overbrengen om zijn theater te sieren. 40 jaar later waren de theaters zo luxueus dat men ze niet meer afbrak na iedere voorstelling, maar de tijdelijke constructies gewoon een aantal jaren liet staan. Het hoogtepunt van deze periode werd bereikt met het theater van Marcus Aemilius Scaurus. Scaurus bouwde een tijdelijk theater met een podiummuur van 3 verdiepingen hoog. De onderste verdieping was bekleed met marmer, de middelste met mozaïeken en de bovenste met verguld hout. 360 zuilen flankeerden het podium, met in de ruimten daartussen 3000 bronzen beelden. Een permanent stenen theater was echter nog steeds ongewenst.
De Romeinse theaters hadden altijd een D-vorm die was afgeleid van de Griekse theaters.

### Het theater van Pompeius
Dit taboe werd pas in 55 v.Chr. verbroken toen de machtige generaal Pompeius ter meerdere eer en glorie van zichzelf een groot theater liet bouwen op het Marsveld in Rome. Omdat dit in principe nog verboden was, liet hij boven aan de cavea een tempel wijden aan Venus Victrix. Hij bracht het zo dat het hele theater een tempel was en de rijen met zitplaatsen voor de toeschouwers de treden naar het heiligdom. Een tempel was namelijk een heiligdom en de senaat kon zo'n gebouw niet af laten breken. Het Theater van Pompeius werd met grootse spelen in 55 v.Chr. ingewijd. Dit theater diende vervolgens als model voor alle Romeinse theaters die daarna gebouwd werden.
Julius Caesar kon niet bij zijn rivaal achterblijven en begon met de bouw van een eigen theater. Hij werd echter vermoord voor dit klaar was en het theater werd pas onder zijn opvolger Augustus voltooid, die het in 12 v.Chr. als het Theater van Marcellus inwijdde. In dezelfde tijd bouwde Augustus' vriend Balbus nog een derde theater in de stad. Vanaf de regering van Augustus werden overal in het Romeinse Rijk theaters gebouwd als symbool van de Romeinse cultuur.

### Einde van de theaters
In de eerste eeuwen n.Chr. veranderde de smaak van het publiek in Rome. Grote groepen ongeschoolde immigranten kwamen uit alle delen van het rijk naar de stad. Zij hadden weinig affiniteit met de oude cultuur en keken liever naar het spektakel van de bloedige gladiatorengevechten en de wagenrennen. De voorstellingen die nog in de theaters werden gehouden waren voornamelijk platvloerse komedies en simpele tragedies, maar de gebouwen werden steeds minder gebruikt. Toen in 370 de Pons Cestius moest worden herbouwd, gebruikte men daarvoor stenen van de afgebroken porticus van het nabijgelegen Theater van Marcellus. Dit gebouw had blijkbaar geen belangrijke functie meer.
De opkomst van het christendom en de teloorgang van het Romeinse Rijk betekenden vanaf de 4e eeuw het einde van de theaters. De christelijke geestelijken vonden de theatervoorstellingen onzedelijk en verboden ze. De theaters werden gesloten en vervielen tot ruïnes, die vervolgens werden ontdaan van hun kostbare zuilen, marmer en stenen die werden hergebruikt bij de bouw van nieuwe gebouwen.

## Verschillen tussen Romeinse en Griekse theaters

### Theatergebouw
De Romeinse theaters zijn gebaseerd op het oudere Griekse model en vertonen dus veel overeenkomsten. Beide theaters hebben een min of meer halfronde tribune waarvoor een podium staat. Er zijn echter een aantal opvallende verschillen. De Grieken bouwden hun theaters altijd tegen heuvels aan, zodat de tribune op natuurlijke wijze werd ondersteund en een enorme akoestiek werd verkregen. De Romeinen hadden op veel plaatsen in hun rijk deze mogelijkheid niet en bouwden een kunstmatige constructie, bestaande uit bogen en gewelven waarop de tribunes steunden. Met een kunstmatige achterwand creëerden ze ook een goede akoestiek. De Grieken gebruikten natuursteen voor de bouw, terwijl de Romeinen hun theaters vooral met baksteen en beton bouwden. Het toneel stond bij de Griekse theaters los van de rest van het gebouw, waardoor de cavea verder doorliep dan bij het Romeinse theater. De Romeinen integreerden het toneel door een hoge podiummuur te bouwen en die aan de muren van de tribunes vast te bouwen, zodat een afgesloten geheel ontstond.
Tijdens hun overheersing van de Griekse wereld lieten de Romeinen een aantal van de oude Griekse theaters verbouwen, zodat het meer Romeinse theaters werden. In andere delen van het rijk werden theaters soms omgebouwd tot amfitheaters om vervolgens gladiatorengevechten te kunnen houden.

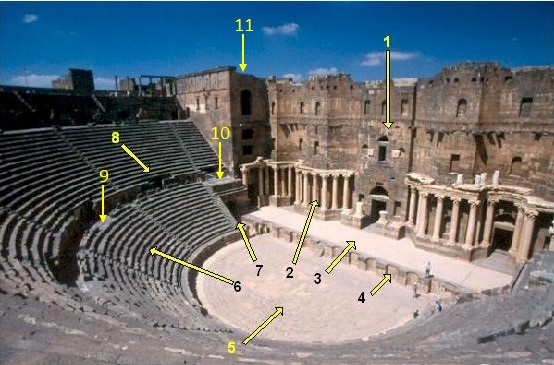
Het theater van Bosra: 1) scaenae frons 2) porticus post scaenam 3) pulpitum 4) proscaenium 5) orchestra 6) cavea 7) aditus maximus 8) vomitorium

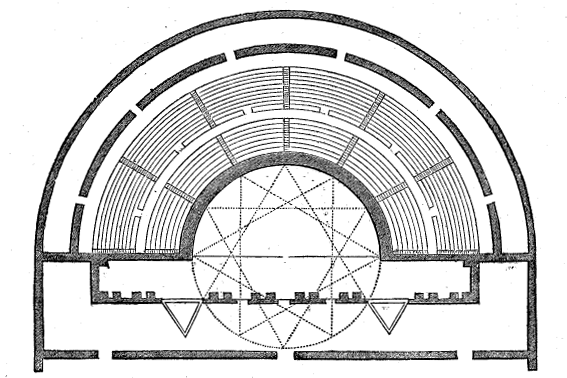
Grondplan van het Romeinse theater

### Theater als kunstvorm
Vanaf ongeveer de derde eeuw v.C. namen de Romeinen verschillende punten van het Griekse theater over, maar er waren ook enkele tegenstellingen:
- De band met de godsdienst verdween. Waar het theater bij de Grieken ontstaan was uit rituelen voor de god Dionysos, betekende het voor de Romeinen niet meer dan louter vermaak;
- De acteurs genoten geen aanzien. Zo werden slaven gebruikt om bloederige scènes na te spelen. In Griekenland hadden acteurs een hoge status.

## Karakteristieken van het Romeins theater
Het Romeinse theater heeft een aantal vaste kenmerken, die bij alle theaters in het rijk terug te vinden waren. Daarnaast waren er ook lokale invloeden op de architectuur, maar het standaard ontwerp gebaseerd op het Theater van Pompeius komt vrijwel overal terug.
- De scaenae frons, de hoge muur achter het podium.
- De porticus post scaenam, de portico achter het podium, vaak meerdere verdiepingen hoog, die ondersteuning gaf aan de podiummuur.
- De pulpitum of podium, het verhoogde platform waarop de acteurs optraden.
- De proscaenium, de muur voor het podium. Deze was versierd met nissen.
- De orchestra, de halve cirkel voor het podium aan de voet van de tribunes. In de Romeinse tijd de plaats waar de notabelen zaten. De ruimte werd ook wel gebruikt voor de voorstellingen.
- De cavea, de halfronde tribune waar de rijen zitplaatsen voor de toeschouwers zijn. Deze werd onderverdeeld in:
  - Ima cavea, de onderste rijen van de tribune, de beste plaatsen van het theater.
  - Media cavea, de middelste sectie van de tribune
  - Summa cavea, de hoogste rijen zitplaatsen. Hier zaten de minder belangrijke burgers van een stad.
- De aditus, de toegangen tot de cavea vanaf de zijkanten van het theater.
- De aditus maximus, 2 monumentale toegangen die aan beide zijden van het theater toegang gaven tot de orchestra.
- De vomitoria, de gewelfde toegangen tot de cavea vanuit de gangen onder de tribune. Deze toegangen onderbreken de rijen zitplaatsen.
- Het velarium, het zeil waarmee de verder niet overdekte cavea van de zon kon worden afgeschermd.

## Bewaard gebleven theaters
De Romeinen bouwden overal in het rijk theaters. Een groot aantal hiervan zijn geheel of gedeeltelijk bewaard gebleven. Vaak zijn deze theaters gedeeltelijk gerestaureerd en worden weer gebruikt voor voorstellingen. Van andere theaters zijn alleen de fundamenten opgegraven. De best bewaarde Romeinse theaters staan in Aspendos (Turkije), Bosra (Syrië) en Orange (Frankrijk). Bij deze drie theaters staat de podiummuur nog overeind, waardoor men een goede indruk kan krijgen hoe alle theaters er vroeger uitzagen. Bij de theaters in Mérida (Spanje) en Sabratha (Libië) is een deel van de scaenae frons gerestaureerd.
Van de drie theaters in Rome is alleen het Theater van Marcellus deels bewaard gebleven. De gewelven van het Theater van Pompeius zijn gebruikt als fundering voor de latere gebouwen en de restanten zijn nog zichtbaar in een van de restaurants die op deze plaats is gevestigd.

## Andere Romeinse theaters
Naast het standaard theater hadden de Romeinen nog een aantal andere gebouwen voor publiek vermaak.
- Het odeum of odeion was eveneens een van oorsprong Grieks gebouw. Het odeum vertoont grote overeenkomsten met het theater, zo is het grondplan vrijwel gelijk. Dit gebouw was wel veel kleiner, was overdekt en werd voornamelijk gebruikt voor zang- en dichtvoorstellingen.
- Het amfitheater wordt vaak verward met het standaard theater, maar had een ovale vorm met tribunes rondom de arena. Het amfitheater werd gebruikt voor gladiatorengevechten.
- Het circus of hippodroom. Een groot langwerpig gebouw waarin wagenrennen werden gehouden.
- De naumachia, een theater dat alleen in Rome voorkwam. Dit was een groot kunstmatig meer waar zeegevechten werden nagebootst. Rondom het meer stonden houten of stenen tribunes voor de toeschouwers.

## Voetnoot
1. ↑  Livius,  Periocha XLVIII
2. ↑  Plinius de oudere,  Naturalis Historia XXXVI 114-115

## Referentie
- L. Richardson, jr, A New Topographical Dictionary of Ancient Rome, Baltimore - London 1992. pp. 380 ISBN 0801843006
- K. Coleman, Ancient Rome. The archaeology of the Eternal City - 9.Entertaining Rome edited by J. Coulston & H.Dodge, Oxford 2005. pp. 219–221 ISBN 0947816550
- Greek and Roman Theatre Glossary